# 알프레드 핀보가손
알프레드 핀보가손(Alfreð Finnbogason, 1989년 2월 1일 ~ )은 아이슬란드의 전 축구 선수이다. 현역 시절 포지션은 스트라이커였다.

## 수상

### 클럽
브레이다블리크
- 우르발스데일드: 2010
- 아이슬란드 컵: 2009

### 개인
브레이다블리크
- 우르발스데일드 올해의 축구 선수: 2010
- 우르발스데일드 올해의 유망주: 2009
- 우르발스데일드 실버 부츠: 2010
- 우르발스데일드 브론즈 부츠: 2009
- 우르발스데일드 올해의 팀: 2009, 2010

헤이렌베인
- 에레디비시 득점왕: 2013–14